# U-16インターナショナルドリームカップ
U-16 インターナショナルドリームカップ（英: U-16 International Dream Cup）は、日本サッカー協会（JFA）が主催するサッカー16歳以下の国際大会である。開催国である日本代表チームが3か国の代表チームを招待し挙行される。2015年に始まった大会で、コロナ禍にあった2年間を除き毎年6月に開催されている。

## 結果
| 回 | シーズン    | 優勝     | 準優勝     | 3位            | 4位            | 会場                               |
| -- | ----------- | -------- | ---------- | -------------- | -------------- | ---------------------------------- |
| 1  | 2015年 詳細 | 日本     | チリ       | フランス       | コスタリカ     | J-GREEN堺 長居球技場 /ともに大阪府 |
| 2  | 2016年 詳細 | マリ     | 日本       | ハンガリー     | メキシコ       | 鳥取市営サッカー場 /鳥取県         |
| 3  | 2017年 詳細 | 日本     | オランダ   | ギニア         | アメリカ合衆国 | 仙台スタジアム /宮城県             |
| 4  | 2018年 詳細 | スペイン | パラグアイ | セネガル       | 日本           | 仙台スタジアム /宮城県             |
| 5  | 2019年 詳細 | 日本     | ルーマニア | ナイジェリア   | メキシコ       | 仙台スタジアム /宮城県             |
| —  | 2020年 詳細 | 中止     | 中止       | 中止           | 中止           | 中止                               |
| —  | 2021年 詳細 | 中止     | 中止       | 中止           | 中止           | 中止                               |
| 6  | 2022年 詳細 | 日本     | メキシコ   | 韓国           | ウルグアイ     | 仙台スタジアム /宮城県             |
| 7  | 2023年 詳細 | 日本     | オランダ   | アメリカ合衆国 | ナイジェリア   | Jヴィレッジスタジアム /福島県      |
| 8  | 2024年 詳細 | 日本     | ベネズエラ | セネガル       | ウクライナ     | Jヴィレッジスタジアム /福島県      |